# آدولف اشتیلر

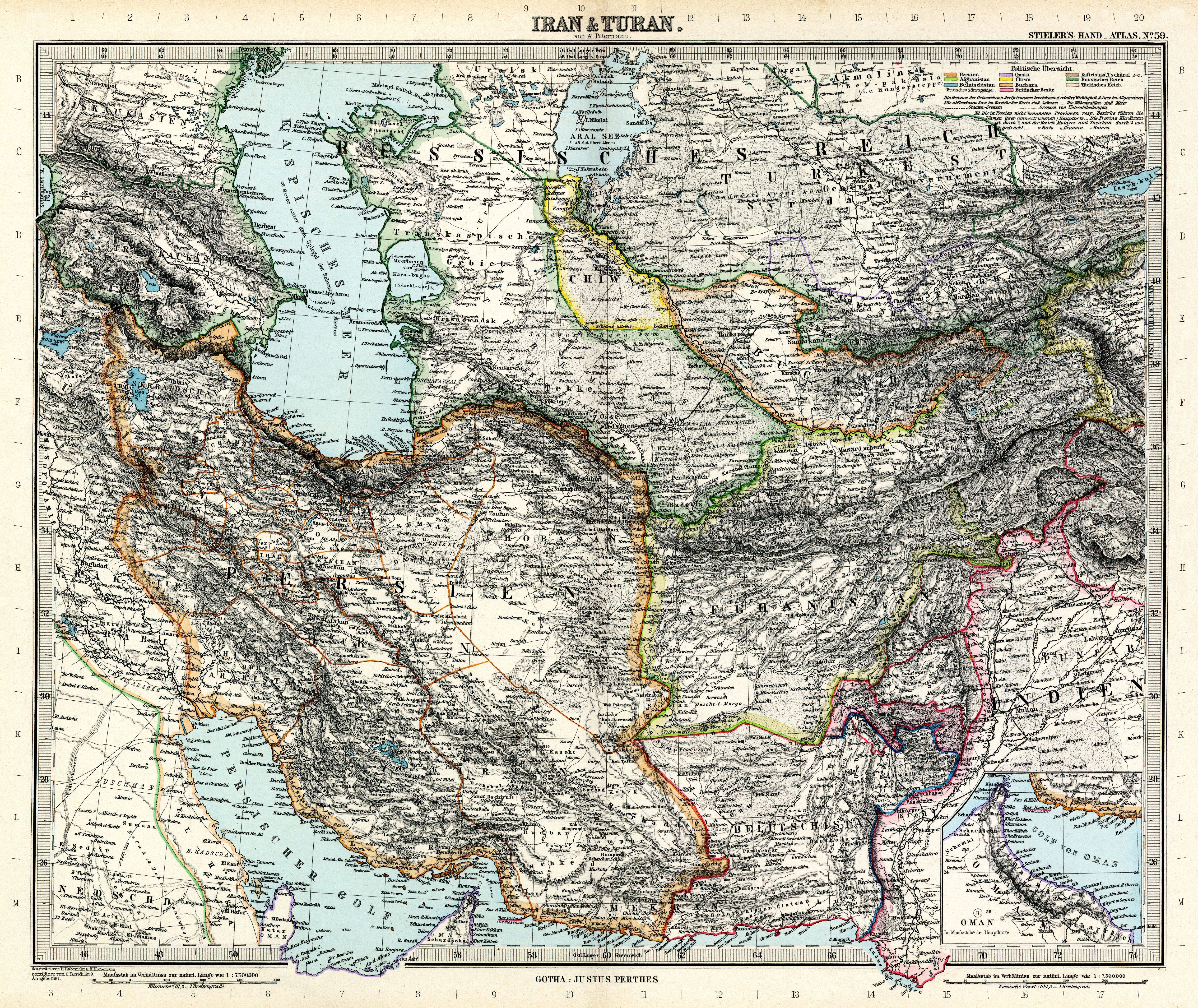
نقشه ایران و توران در دوره قاجاریه که به وسیله آدولف اشتیلر ترسیم شد.

آدولف اشتیلر (به آلمانی: Adolf Stieler) (زاده ۱۷۷۵ درگذشته ۱۸۳۶)، نقشه‌نگار آلمانی بود. او بیشتر فعالیت کاری خود را در مؤسسه جغرافیایی جاستوس پرتس در شهر گوتا انجام می‌داد. اطلس او که اطلس اشتیلر نام دارد، دارای ارزش جغرافیایی و تاریخی بسیاری می‌باشد. اطلس آدولف اشتیلر یک اطلس پیشرو و الگو تا میانه قرن بیستم در آلمان به‌شمار می‌رفت. قسمت‌هایی از این نقشه تا تاریخ ۱۹۴۴ چاپ گردید.
آدولف اشتیلر نقش به‌سزایی را در پیشرفت دانش کارتوگرافی یا نقشه‌نگاری در آلمان داشت.

## نگارخانه

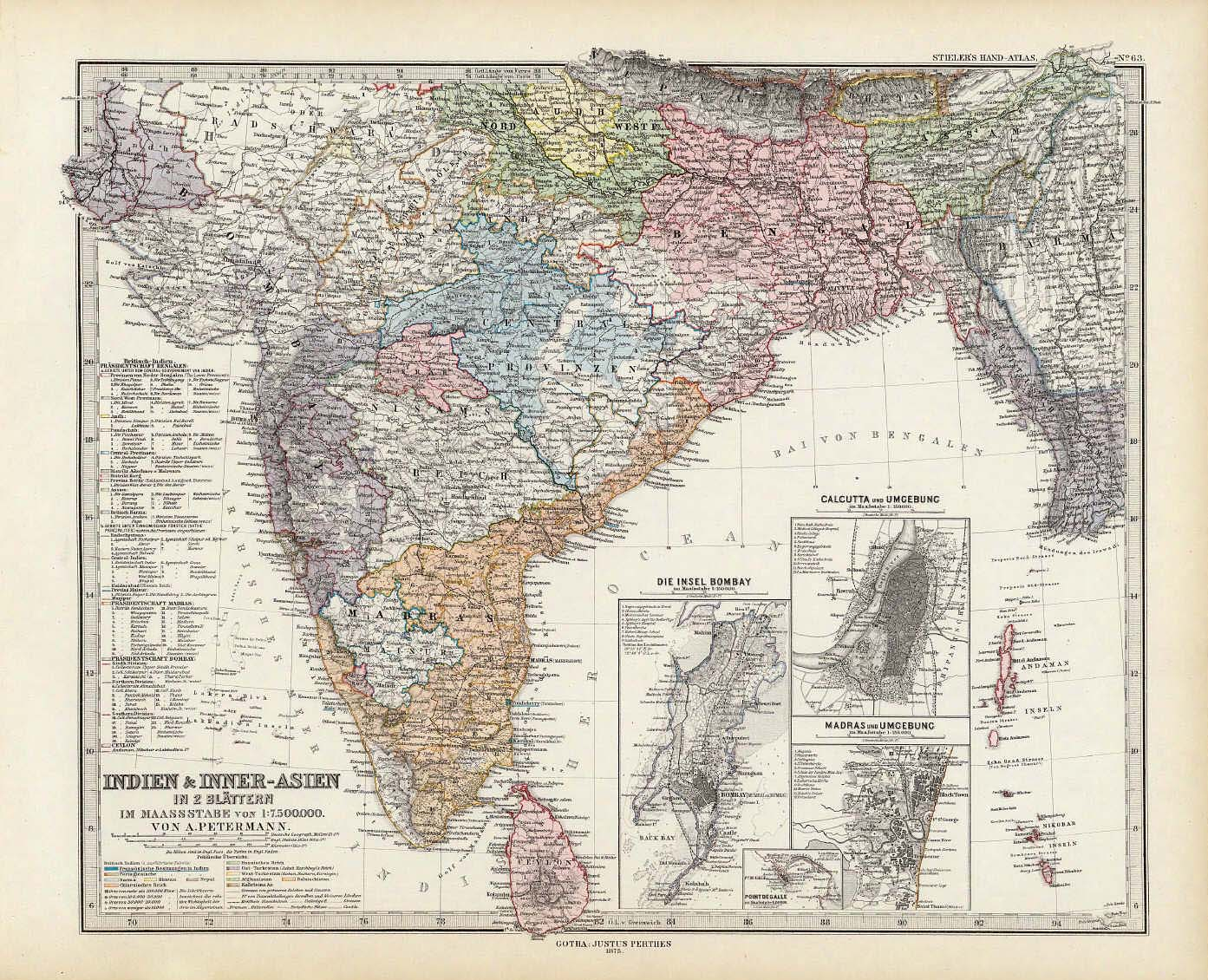
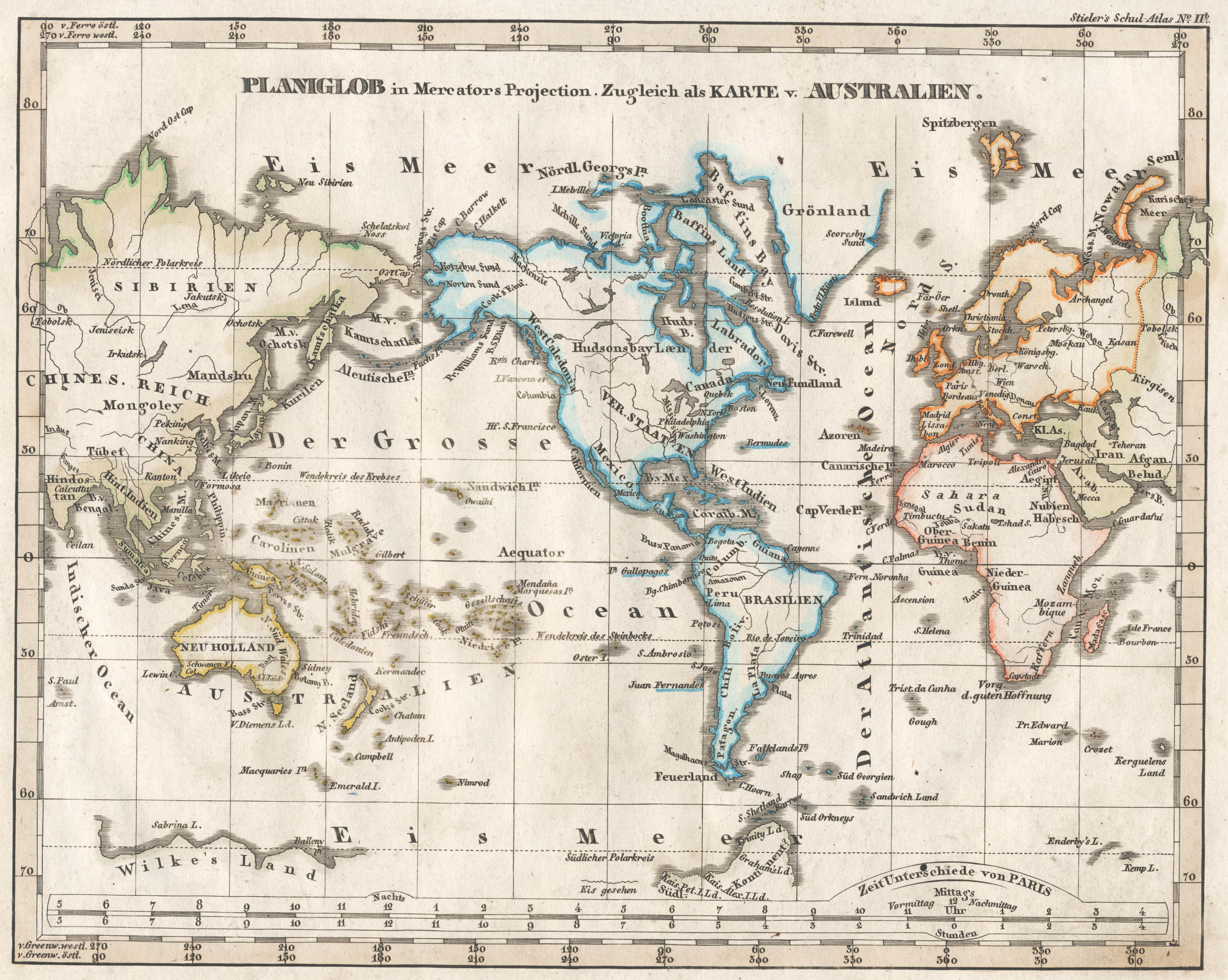
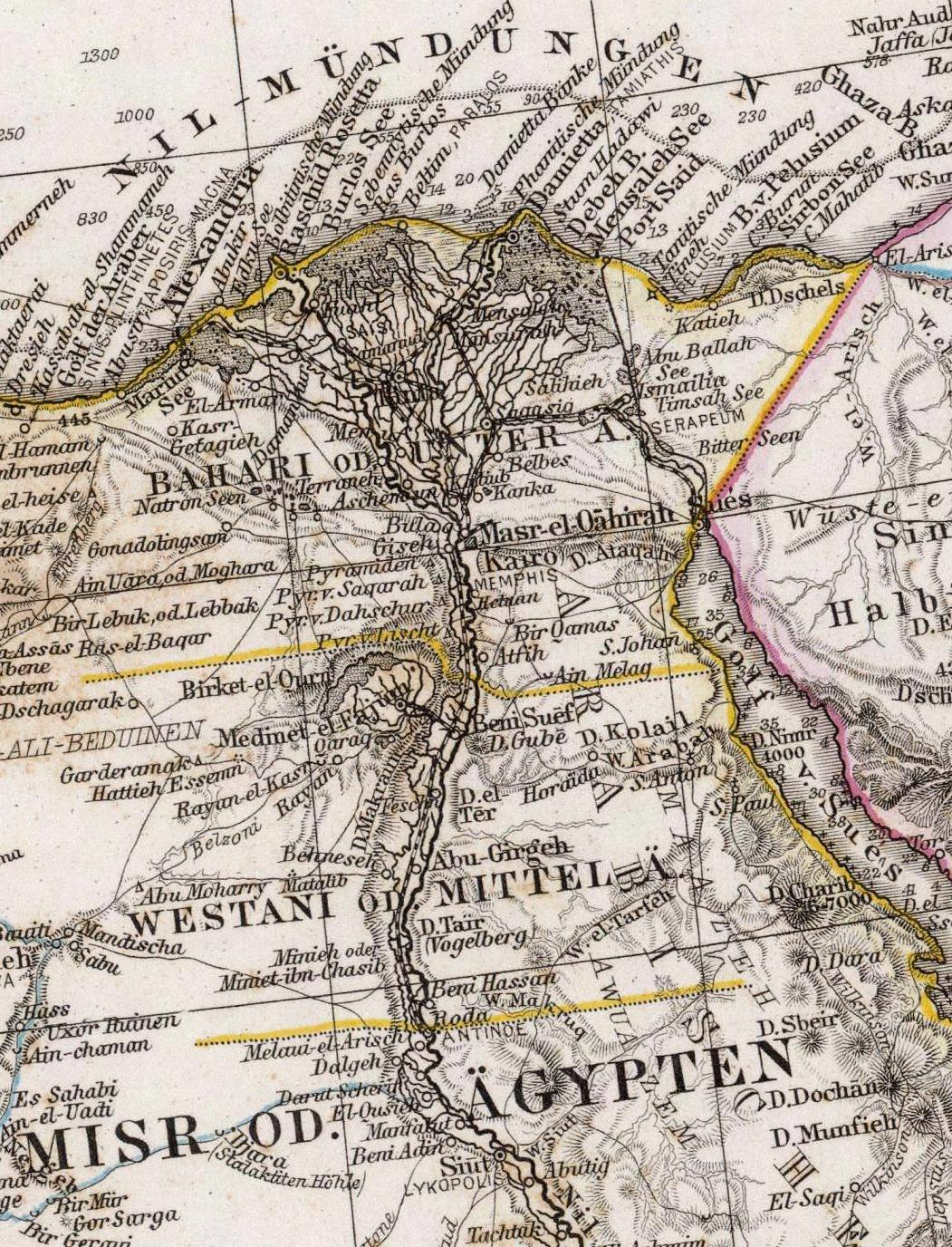